# Lågaffektivt bemötande
Lågaffektivt bemötande är en modell för beteendestöd, ursprungligen utvecklad i Storbritannien på 1990-talet av Andrew McDonnell i arbetet med personer med autism och intellektuella funktionsnedsättningar. Modellen fokuserar på stress och välbefinnande genom att identifiera affekt som ett hinder för beteendestöd samt fokuserar på hur personer med problemskapande beteenden bemöts av stödpersoner i krissituationer. Syftet är att undvika konfrontativa situationer och upptrappning av konflikter och istället skapa en lugn miljö som grund för beteendestödjande arbete.
McDonnell identifierar fyra nyckelkomponenter i lågaffektiva bemötandemetoder inom vård och omsorg. Dessa har element inom både kognitions- och beteendeområdet:
- Minskade krav och begäranden från stödpersoner för att reducera potentiella konfliktorsaker kring en individ.
- Undvikande av potentiellt affekthöjande triggers, som direkt ögonkontakt och vidrörande, samt avlägsnande av åskådare till händelsen.
- Undvikande av ickeverbala beteenden som potentiellt skapar konflikt, som aggressiva kroppsställningar.
- Utmanande av anställdas uppfattningar om kortsiktig hantering av utmanande beteenden.

## Lågaffektivt bemötande i Sverige
I Sverige har Bo Hejlskov Elvén varit ledande i utvecklingen av lågaffektiva metoder i bemötande av personer med neuropsykiatriska funktionsnedsättningar (NPF). I svensk skola har modellen använts vid bemötande av elever med utmanande och problemskapande beteenden, samtidigt har modellen i svensk skoldebatt under 2000-talet flitigt diskuterats och ifrågasatts då metoden saknar evidens och är ett hinder mot lärares möjlighet till ingripande i konfrontativa situationer.